# Lavočkin La-15
Lavočkin La-15 (tovární označení Izdělije 52, kód v rámci USAF/DOD: Type 21,  v kódu NATO "Fantail") byl sovětský jednomístný jednomotorový proudový lehký frontový stíhač. Pro snadnou pilotáž a elegantní tvar dostal od sovětských pilotů jméno „Lastočka“ (vlaštovka).

## Vývoj
Dne 11. března 1947 vydal Výbor ministrů SSSR direktivu č. 493-192 pro všechny významné letecké kanceláře s úkolem vyvinout novou generaci proudových stíhacích letounů. Ke státním zkouškám měly zapojené OKB své prototypy dodat do prosince 1947. Lavočkinova konstrukční kancelář OKB-301 dokončila výkresové dokumentace nového letounu, označeného La-174, v prosinci 1947. Koncepčně projekt navazoval na předchozí Lavočkinovu konstrukci La-168.
Prototyp La-174 poprvé vzlétl 8. ledna 1948 ze zkušebního letiště leteckého výzkumného institutu (LII), za jehož řízení usedl pilot I. J. Fjodrov. Během dalších testovacích letů byly provedeny úpravy ocasních ploch, motorové instalace, dvířek podvozkových šachet a do řízení byly vloženy hydraulické posilovače. Dne 11. května 1948 došlo ke ztrátě La-174 vlivem silných vibrací celého draku a selhání ovládání výškového kormidla. Pilot Fjodrov neovladatelný letoun opustil na padáku. V té době byl již téměř dokončen druhý prototyp La-174D (Dubler), který Fjodrov zalétal 12. června 1948. S druhým prototypem byly dokončeny tovární testy a stroj byl přichystán ke státním zkouškám. La-174D měl modifikovanou svislou ocasní plochu, systém ovládání kormidel a křidélek, obdržel vyšší překryt kabiny se zjednodušeným rámem a kýl pod zadní částí trupu byl prodloužen. Byl rovněž dovybaven dalšími přístroji a avionikou. Státní zkoušky nového typu byly zahájeny v srpnu 1948, na kterých se podíleli zkušební piloti LII A. G. Kočetkov a P. M. Stěfanovskij a rovněž piloti od GK NII VVS A. G. Prošakov, V. I. Chomjakov, I. M. Dzjuba, A. G. Terentěv, V. P. Trofimov a L. M. Kuršinov. Souběžně probíhaly zkoušky konkurenčního typu MiG-15, při nichž La-174D vykazoval srovnatelné výkony se slabším motorem. Nedostatečná příčná a podélná stabilita stroje La-174D byla vyřešena již během zkoušek zvětšením negativního vzepětí křídla ze 4° na 5°20'. Státní zkoušky byly ukončeny 25. září 1948 a oba typy byly doporučeny k sériové výrobě.
První sériový letoun (výr. č. 52210101), přeznačený na La-15, byl dokončen v továrně č. 21 v Gorkém koncem prosince 1948, druhý a třetí v lednu 1949. Paralelní sériová výroba v továrně č. 292 v Saratově dodala první exemplář v dubnu 1949. Již 14. května 1949 však došlo rozhodnutím Výboru ministrů k zastavení výroby La-15 ve prospěch typu MiG-15bis, který zástavbou nového motoru Klimov VK-1 svými parametry La-15 překonával.
Kromě základní verze byly vyrobeny i dva kusy dvojmístné cvičné verze La-180, vzniklé přestavbou sériových La-15 z Gorkého v Lavočkinových prototypových dílnách. Druhé místo pro instruktora za pilotem vzniklo zmenšením palivové nádrže. Vyrobeny byly nové na stranu odklopné překryty kabiny a hlavňová výzbroj byla omezena na jeden kulomet Berezin UBK ráže 12,7 mm na levé straně přídě. První z nich byl dokončen v srpnu 1949 a během továrních zkoušek s ním létali piloti A. V. Davydov a A. F. Kosarjev. Od prosince 1949 do června 1950 La-180 prošel státními zkouškami a obdržel vojenské označení UTI La-15. Oba prototypy byly předány 196. pluku na letišti Kubinka.

## Služba
V březnu 1949 bylo prvních dvacet La-15 předáno 196. stíhacímu leteckému pluku v Kubince u Moskvy, zapojenému do protivzdušné obrany hlavního města. V květnu 1949 zde La-15 plně nahradil původní typ Jakovlev Jak-15. Během provozu však začalo docházet k haváriím, které zapříčinilo méně kvalitní zpracování sériových letounů společně se závadami na motorech RD-500. První z nich se odehrála 19. dubna 1949, kdy během letu došlo k požáru motoru. Major A. Zotov použil k opuštění La-15 vystřelovací sedadlo jako první v nouzi v historii sovětského letectva. Další havárie následovala o šest týdnů později po vysazení pohonné jednotky La-15 poručíka Zagorece. Při pokusu o nouzové přistání přišel o život. Dne 21. července 1949 s La-15 smrtelně havaroval velitel 196. pluku plukovník A. P. Šiškin. Při nácviku akrobacie přešel do ploché vývrtky, kterou nezvládl. U jednotky došlo k výraznému omezení letů s La-15, po příchodu prvních MiGů-15bis prakticky ustaly. Od podzimu 1953 do počátku roku 1954 byly La-15 v Kubince vyřazeny.

## Specifikace (La-15)

Nákres La-15

La-15

### Technické údaje
- Osádka: 1
- Délka: 9,56 m
- Rozpětí: 8,83 m
- Výška na zemi: 3,80 m
- Nosná plocha: 16,16 m²
- Hmotnost prázdného letounu: 2 575 kg
- Vzletová hmotnost: 3 865 kg
- Pohonná jednotka: 1 × proudový motor Klimov RD-500 o tahu 15,37 kN

### Výkony
- Maximální rychlost v 3000 m: 1 026 km/h
- Výstup do 10 000 m: 9,5 min
- Max. dolet v 10 000 m: 1 170 km
- Dostup: 13 500 m
- Počáteční stoupavost: 31,1 m/s
- Vytrvalost v 10 000 m: 2 h 6 min
- Plošné zatížení: 238 kg/m²
- Tah / hmotnost: 1:2,4

### Výzbroj
- 3× kanón NS-23 ráže 23 mm, 100 nábojů na zbraň